# Косарєв Борис Васильович
Бори́с Васи́льович Кос́арєв (нар. 4 серпня 1897, Харків — пом. 23 березня 1994, Харків) — український театральний художник, графік, живописець, фотограф і педагог; ученик Ладіслава Тракала(1873—1951), член Об'єднання сучасних митців України з 1927 року та Спілки художників України з 1939 року, професор з 1952 року. Батько художниці театру Надії Косарєвої.

## Життєпис
Народився 23 липня [4 серпня] 1897 року у місті Харкові в сім'ї інженера-шляхопрохідця. У 1911—1915 роках навчався в Харківських художньо-ремісничих майстернях декоративного живопису (педагог Ладіслав Тракал). Протягом 1915—1918 років — в Харківському художньому училищі (вчителями були Олексій Кокель, Михайло Пестриков, Олександр Любимов).
1915 року почав працювати в театрі як помічник декоратора, з 1916 року самостійно оформлював вистави. До Жовтневої революції розписував церкви. У 1917 році був одним із засновників групи харківських кубофутуристів «Союз семи». Починаючи з 1918 року, працював у театрах Одеси та Харкова. Влітку 1919 року залишив Харків з денікінськими частинами, 1920 року опинився в Одесі, працював у «Вікнах Юг-РОСТА». Працював як плакатник. Займався оформленням агітпоїздів, вулиць міста до революційних свят, зокрема розробив проєкт прикраси Пушкінській вулиці до Конгресу III Інтернаціоналу. 1921 року повернувся у Харків. З 1923 року працював головним художник Харківського дитячого театру.
У 1931–1935 роках викладав на театрально-декоративному відділенні Харківського художнього інституту. У роки німецько-радянської війни був в евакуації у Новосибірську, з 1944 мешкав у Львові; у 1948–1949 роки викладав у Львівському інституті прикладного та декоративного мистецтва, завідува кафедрою декоративного живопису, обіймав посаду декана факультетів обробки дерева, художньої кераміки й декоративної скульптури, виконував обов'язки декана факультету декоративного живопису, художньої графіки й художнього текстилю. 1950 року повернувся до Харкова
та у 1950–1963 роках знову викладав на театрально-декоративному відділенні Харківського художнього інституту, а у 1963–1989 роках — на кафедрі інтер'єру та обладнання Харківського художньо-промислового інституту. Член ВКП(б) з 1952 року.
Серед учнів: Леонід Писаренко, Юрій Старостенко, Галина Нестеровська, Леонід Братченко, Віталій Добровольський, Микола Хахін, Юрій Александрочкін, Костянтин Могилевський, Зиновій Винник, Володимир Геращенко, Григорій Корінь, Володимир Кравець, Микола Кужелєв, Вачаган Норазян, Поліна Осначук, Наталія Руденко-Краєвська, Тарас Шигимага, Ілля Кружков та інші.
В Харкові жив у будинку на вулиці Петровського 6/8, квартира 22. Помер у Харкові 23 березня 1994 року. Похований на 13-му міському цвинтарі Харкова.

## Творчість
Разом із Володимиром Бобрицьким, Георгієм Цапком оформив харківське кабаре «Дім актора». У співавторстві із Володимиром Бобрицьким оформив вистави:
- «Чудо святого Антонія» Моріса Метерлінка;
- «Сестра Беатриса» Моріса Метерлінка;
- «Обмін» Поля Клоделя;
- «Вознесіння Ганнеле Маттерн» Ґергарта Гауптмана;
- «Пан» Шарля ван Лерберга;
- «Бранд» Генріка Ібсена;
- «Собака садівника» Лопе де Вега;
- «Євреї» Євгена Чірікова.

Оформив збірки віршів Володимира Маяковського, Бориса Пастернака, Велимира Хлебнікова.
1930 року як фотограф працював помічником оператора на зйомках фільму Олександра Довженка «Земля».
У Харківському дитячому театрі оформив вистави:
- «Фауст в місті» Анатолія Луначарського (1923);
- «Бум і Дзига» Миколи Шкляра (1923);
- «Медвідь і Паша» Огюстена Скріба (1924);
- «Хубеане» Річарда Победімського (1924);
- «Колька Ступін» Сергія Ауслендера (1924);
- «Аул Гідже» Миколи Шестакова (1930);
- «Скупий» Жана Батиста Мольєра (1937);
- «Російські люди» Костянтина Симонова (1940);
- «Івасик-Телесик» Євгена Фоміна та Анатолія Шияна (1938);
- «Бременські музиканти» за казкою братів Ґрімм (1941);
- «Снігова королева» Євгена Шварца (1945).

У Харківському червонозаводському театрі оформив вистави:
- «Мандат» Миколи Ердмана (1925);
- «Париж (Страта Сальва)» Сергія Прокоф'єва по Емілю Золя (1925);
- «Шторм» Володимира Білль-Білоцерковського (1926);
- «Марко в пеклі» Івана Кочерги (1928, режисер Василь Василько);
- «За двома зайцями» Михайла Старицького (1928, режисер Василь Василько);
- «Комсомольці» Леоніда Первомайського (1930, режисер Василь Василько);

У Харківському українському драматичному театрі оформив вистави:
- «Соло на флейті» Івана Микитенка (1932),
- «Мартин Боруля» Івана Карпенка-Карого (1934);
- «Ярослав Мудрий» Івана Кочерги (1946, у співавторстві з Василем Греченком).

Серед живописних робіт:
- «Двадцять п'яте липня» (1918);
- «Будуйте народні будинки» (1918);
- «М. Євреїнов» (1918);
- «Жнива» (1919);
- «Три села, два селища» (1921);
- «Білизна на вітрі» (1921);
- «Холодна весна» (1921);
- «Трава» (1921);
- «Натюрморт із м'ячем» (1921);
- серії на тему Ейфелевої вежі (1922);
- «Кримська вуличка» (1950);
- «Гурзуф» (1950);
- «Тополі» (1960);
- «Море» (1966);
- «Пірс» (1966);
- «Седнів» (1984);
- «Миргород» (1985).

З 1914 року був учасником харківських, з 1927 року — всеукраїнських, з 1930 року — всесоюхних та з 1934 року — міжнародних виставок, зокрема:
- 17-та виставка Товариства харківських художників (1914);
- «Художник сьогодні» (1927);
- пересувна художня виставці Об'єднання сучасних художників України в селі Кам'янському Запорізької області і Дніпропетровську (1928);
- міжнародна виставка театрально-декораційного мистецтва в Нью-Йорку (1934);
- виставка, присвячена творчості О. М. Островського в зв'язку з 50-річчям від дня смерті в Москві (1936);
- 2-га виставці творів львівських радянських художників, присвячена 150-річчю від дня народження О. С. Пушкіна у Львові (1949);
- 14-та обласна виставка «Художники Харкова до 40-річчя Жовтня» (1957)[2].

Персональні виставки відбулися у Харкові у 1967 році, посмертні — у Харкові у 1999 році, у Києві у 2001 та 2012 роках та Нью-Йорку у 2011 році.
Деякі роботи художника зберігаються у Харківському художньому музеї, Державному музеї театрального, музичного та кіно-мистецтва України у Києві, Театральному музеъ імені Бахрушина у Москві, а також у інших музеях та приватних колекціях України, РФ, Італії, США, Франції.

## Відзнаки
- Сталінська премія (за 1947 рік; за оформлення вистави «Ярослав Мудрий»);
- Орден «Знак Пошани».